# Engel in het harnas
Engel in het harnas (1972) is een hoorspel van Theun de Vries (1907-2005) dat gaat over de rechtszaak tegen Louise Michel vlak na de Commune van Parijs (1871).

## Achtergrond
In 1971 gaf de VARA Theun de Vries de opdracht om twee hoorspelen te schrijven over de Commune van Parijs, Engel in het harnas en De barricade. Engel in het harnas werd uitgezonden in 1972 op Hilversum I en nog een keer herhaald in 1975 op Hilversum II.  De teksten van de twee hoorspelen zijn samen met twee essays over de Commune opgenomen in het boek Louise Michel, engel in het harnas (1984). Theun de Vries baseert zich in het hoorspel op de historische feiten die bekend zijn over Louise Michel. Veel personages zijn historisch, zoals Théophile Ferré en Aldophe Thiers.

## Plot
Engel in het harnas gaat over de rechtszaak tegen Louise Michel, een van de belangrijkste vrouwelijke figuren tijdens de Commune. Zij droeg het gedachtegoed van de Commune actief uit en vocht ook mee op de barricaden, wat haar als vrouw in die tijd tot een controversieel figuur maakte.
Het grootste deel van het hoorspel gaat over de rechtszaak tegen Louise Michel. Deze speelt zich af in openbare rechtszaal. Het publiek levert veel negatief commentaar op Michel. Na veel van de beschuldigingen volgt een flashback naar de Commune waarin de luisteraar te weten komt dat veel van de beschuldigingen onrechtvaardig zijn.
In haar verdediging ontpopt Louise Michel zich als een martelaarster van de Commune. Ze benadrukt bijvoorbeeld dat ze verantwoordelijk is voor al haar daden en ze noemt dat ze aangeboden heeft om naar Versailles te gaan om daar Aldophe Thiers, de leider van de antirevolutionairen, te doden; iets wat zij met haar leven zou  hebben moeten bekopen. Ze wordt echter tegengehouden door haar medestrijders. 
In de rechtszaak vraagt Louise Michel om de doodstraf. Dit verzoek wordt echter niet ingewilligd: ze wordt veroordeeld tot opsluiting in een militair fort voor onbepaalde tijd.